# Рамиреш
Рамиреш Сантош до Насименто (роден 24 март 1987 г. в Рио де Жанейро, Бразилия) или просто Рамиреш е бивш бразилски футболист. През 2008 г., той печели Бронзов медал на XXIX Летни олимпийски игри в Китай.

## Клубна кариера

### Крузейро
През януари 2008, Рамиреш подписва 5-годишен договор с Крузейро за цена от $300 000.

### Бенфика
На 21 май 2009, Рамиреш се присъединява към португалския клуб Бенфика за цена от €7.5 млн. с пет годишен договор. Рамиреш се превръща в много важен играч за клуба през сезона. Той помага много на клуба да спечели първенството за пръв път от 5 години.

### Челси
На 4 август 2010, Бенфика приема офертата на шампиона на стойност €22 млн. Рамиреш осъществява преминаването си в клуба на 13 август 2010. Той прави дебюта си на 28 август 2010 срещу Стоук Сити като смяна. На 11 септември 2010 прави пълния си дебют срещу Уест Хям. Рамиреш отбелязва първия си гол като играч на Челси при победата с 4-0 над Болтън.

## Национална кариера
На 21 Юли 2008 влиза като смяна на Робиньо за отбора на Бразилия (до 23 г.) на XXIX Летни олимпийски игри.
На 21 Май 2009 получава повиквателна за участие в квалификациите за Световно първенство през 2010.
Той прави дебюта си за Бразилия на 6 юни 2009 срещу Уругвай. Влиза като смяна на мястото на Елано.

## Статистика
| Отбор       | Сезон   | Първенство | Първенство | Първенство | Купа    | Купа   | Купа на лигата | Купа на лигата | Южна америка | Южна америка | Общо    | Общо   |
| Отбор       | Сезон   | Участия    | Голове     | Асистенции | Участия | Голове | Участия        | Голове         | Участия      | Голове       | Участия | Голове |
| ----------- | ------- | ---------- | ---------- | ---------- | ------- | ------ | -------------- | -------------- | ------------ | ------------ | ------- | ------ |
| Джоинвил    | 2006    | 14         | 3          | *          | *       | *      | *              | *              | *            | *            | 14      | 3      |
| Крузейро    |         |            |            |            |         |        |                |                |              |              |         |        |
| 2007        | 32      | 3          | *          | *          | *       | *      | *              | 2              | 0            | 34           | 3       |        |
| 2008        | 25      | 6          | *          | *          | *       | *      | *              | 10             | 5            | 35           | 11      |        |
| 2009        | 4       | 1          | *          | *          | *       | *      | *              | 8              | 1            | 12           | 2       |        |
| Отбор       | Сезон   | Лига       | Лига       | Лига       | Купа    | Купа   | Купа на лигата | Купа на лигата | Европа       | Европа       | Общо    | Общо   |
| Бенфика     | 2009-10 | 26         | 4          | 1          | 1       | 0      | 4              | 1              | 12           | 0            | 43      | 5      |
| Челси       | 2010-11 | 19         | 1          | 0          | 0       | 0      | 1              | 0              | 3            | 0            | 23      | 1      |
| Всичко общо |         | 120        | 17         | 1          | 0       | 0      | 5              | 1              | 35           | 6            | 154     | 25     |